# Forever Child
Forever Child – drugi album studyjny polskiej piosenkarki Agnieszki Chylińskiej. Wydawnictwo ukazało się 30 września 2016 nakładem wytwórni muzycznej Pomaton w dystrybucji Warner Music Poland.
Pod względem muzycznym płyta łączy w sobie przede wszystkim, rock oraz rock elektroniczny. Muzykę skomponowali Bartek Królik i Marek Piotrowski, natomiast teksty napisała sama piosenkarka.
Album zadebiutował na 1. miejscu polskiej listy sprzedaży – OLiS.
Płyta znalazła się również na 44. pozycji w Szwecji. Płyta uzyskała status potrójnej platynowej płyty za sprzedaż w ponad 90 tysiącach kopii.
Nagrania były promowane dwoma teledyskami do utworów „Kiedy przyjdziesz do mnie” i „Królowa łez”.
W marcu 2017 wydawnictwo uzyskało nominację do nagrody polskiego przemysłu fonograficznego Fryderyka w kategorii: Album roku pop i Utwór roku („Królowa łez”).

## Lista utworów
Opracowano na podstawie materiału źródłowego.
| Nr  | Tytuł utworu                | Słowa               | Muzyka                          | Długość |
| --- | --------------------------- | ------------------- | ------------------------------- | ------- |
| 1.  | „Klincz”                    | Agnieszka Chylińska | Bartek Królik, Marek Piotrowski | 4:27    |
| 2.  | „Borderline”                | Agnieszka Chylińska | Bartek Królik, Marek Piotrowski | 3:05    |
| 3.  | „Rozpal”                    | Agnieszka Chylińska | Bartek Królik, Marek Piotrowski | 3:32    |
| 4.  | „Jak dawniej”               | Agnieszka Chylińska | Bartek Królik, Marek Piotrowski | 3:07    |
| 5.  | „Królowa łez”               | Agnieszka Chylińska | Bartek Królik, Marek Piotrowski | 4:26    |
| 6.  | „KCACNL”                    | Agnieszka Chylińska | Bartek Królik, Marek Piotrowski | 3:08    |
| 7.  | „Mona Liza Twoich snów”     | Agnieszka Chylińska | Bartek Królik, Marek Piotrowski | 4:08    |
| 8.  | „Zostaw”                    | Agnieszka Chylińska | Bartek Królik, Marek Piotrowski | 4:06    |
| 9.  | „Fajerwerk”                 | Agnieszka Chylińska | Bartek Królik, Marek Piotrowski | 3:43    |
| 10. | „Kiedy przyjdziesz do mnie” | Agnieszka Chylińska | Bartek Królik, Marek Piotrowski | 3:50    |
|     |                             |                     |                                 | 37:32   |

## Twórcy
Opracowano na podstawie materiału źródłowego.

- Agnieszka Chylińska – wokal prowadzący, produkcja muzyczna
- Bartek Królik – wokal wspierający, gitara basowa, gitara, instrumenty klawiszowe, produkcja muzyczna
- Marek Piotrowski – inżynieria dźwięku, instrumenty klawiszowe, produkcja muzyczna
- Grzegorz Dziamka – wokal wspierający, instrumenty perkusyjne
- Krzysztof Tonn – inżynieria dźwięku, gitara, instrumenty perkusyjne
- Robert Venable – inżynieria dźwięku, instrumenty perkusyjne
- Lester Estelle Jr. – instrumenty perkusyjne
- Piotr Pacak – wokal wspierający
- Mariusz Mrotek – oprawa graficzna
- Maciej Mąka – gitara
- Kai Blankenberg – mastering
- Tom Coyne – miksowanie
- Adam Pluciński – zdjęcia

## Pozycje na listach sprzedaży
| Kraj    | Lista (2016)              | Najwyższa pozycja |
| ------- | ------------------------- | ----------------- |
| Polska  | Oficjalna Lista Sprzedaży | 1                 |
| Szwecja | Top 60 Albums             | 44                |

| Kraj   | Lista (2016)                    | Pozycja |
| ------ | ------------------------------- | ------- |
| Polska | Związek Producentów Audio-Video | 3       |
| Kraj   | Lista (2017)                    | Pozycja |
| Polska | Związek Producentów Audio-Video | 45      |

## Certyfikat
| Kraj          | Certyfikat         | Sprzedaż |
| ------------- | ------------------ | -------- |
| Polska (ZPAV) | 3× platynowa płyta | 90 000+  |